# SC Fortuna Köln
SC Fortuna Köln er en tysk fodboldklub, der har hjemmebane i Köln i delstaten Nordrhein-Westfalen.
Klubben blev dannet i 1948 som en fusion af Bayenthaler SV, Sparkassen-Verein 1927 Köln och SV Victoria 1911 Köln. I 1976 blev FC Alter Markt Köln en del af klubben. Et højdepunkt i klubbens historie var finalen i DFB-Pokalturnerningen i 1983, som var et lokalopgør mod 1. FC Köln. Sidstnævnte vandt 1-0. Klubben gik konkurs i 2005 og blev derfor tvangsnedrykket.
En af klubbens nøglefigurer har været Jean Löring.

## Tidligere kendte spillere
- Jacob Svinggaard
- Mikkel Beck
- Wolfgang Fahrian
- Tony Woodcock
- Noel Campbell
- Thomas Brdarić
- Julio Baylon
- Hans-Jürgen Gede
- Ali Mousavi
- Daniel Majstorović
- Dirk Lottner
- Charles Akonnor
- Viktor Pasulko
- Adam Matysek
- Jovan Kirovski